# Symphonie no 86 de Joseph Haydn
La Symphonie no 86 en ré majeur Hob. I:86 est une symphonie du compositeur autrichien Joseph Haydn qui a été composée en 1786.
C'est une des symphonies parisiennes.

## Analyse de l'œuvre
1. Adagio - Allegro spiritoso, en ré majeur, à 
 puis à , 213 mesures
2. Capriccio largo, en sol majeur, à 
, 92 mesures
3. Menuet Allegretto - Trio, en ré majeur, à 
, 90 mesures
4. Allegro con spirito, en ré majeur, à , 180 mesures

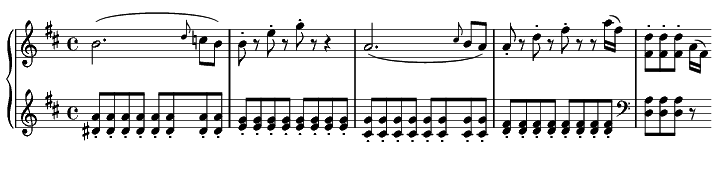
Début du thème de l'Allegro spiritoso

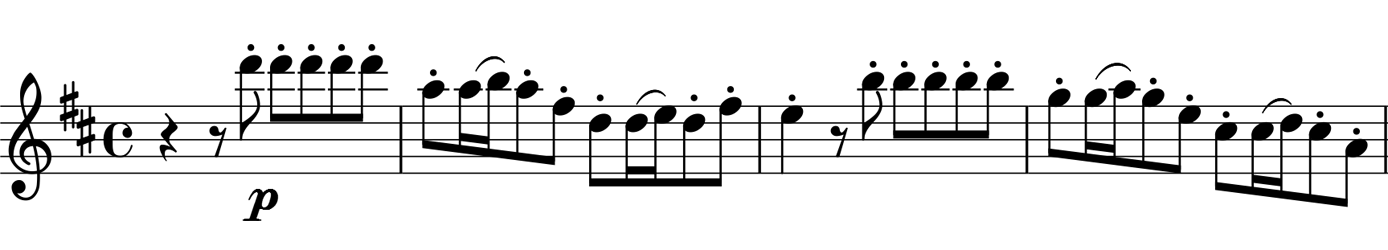
Début de l'Allegro con spirito, 1er violon

Durée approximative : 28 minutes.

## Instrumentation
- Une flûte, deux hautbois, deux bassons, deux cors, deux trompettes, cordes, timbales.